# トルクメニスタンの鉄道

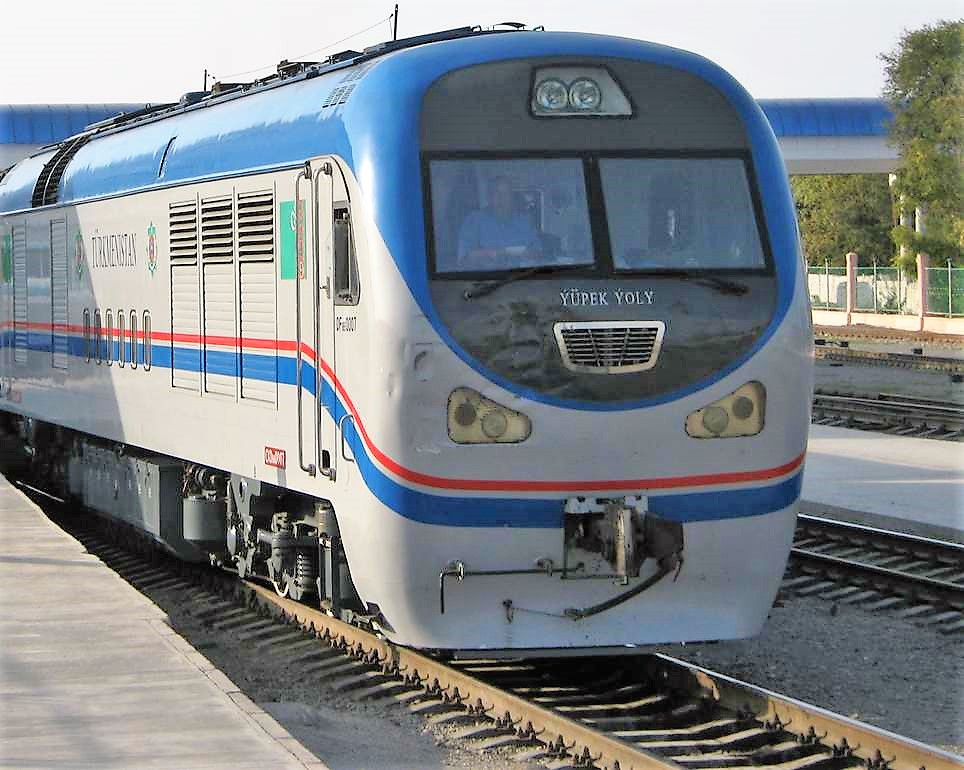
中国製ディーゼル機関車CKD9A

トルクメニスタンの鉄道は、1880年に建設が始まった。もともと、それはカスピ海横断鉄道の一部であった、ソ連崩壊後、トルクメニスタン内の鉄道網は、トルクメニスタン鉄道運輸省が所有、運営している。
トルクメニスタンの鉄道の全長は、2012年現在、3550.9キロメートルであり、全線非電化である。テュルクメナバート（チャルジョウ）- アシガバート - トルクメンバシ（クラスノボツク）の路線の一部が複線化されている。
アシガバート、ベレケト、トルクメンバシ、マル、テュルクメナバート、アムダリア、ダショグズに機関区がある。
トルクメニスタンの旅客は、タジキスタン、ウズベキスタンから来る列車が、自国を通過する場合を除いて、国境で制限されている。
所有するディーゼル機関車は、2TE10L、2TE10U、M62形ディーゼル機関車で、ほかに中国製のCKD9Aとカザフ製のTE33Aも運行されている。入換機関車としてがTEM2、TEM2U、CHME3が運行されている。

## 歴史

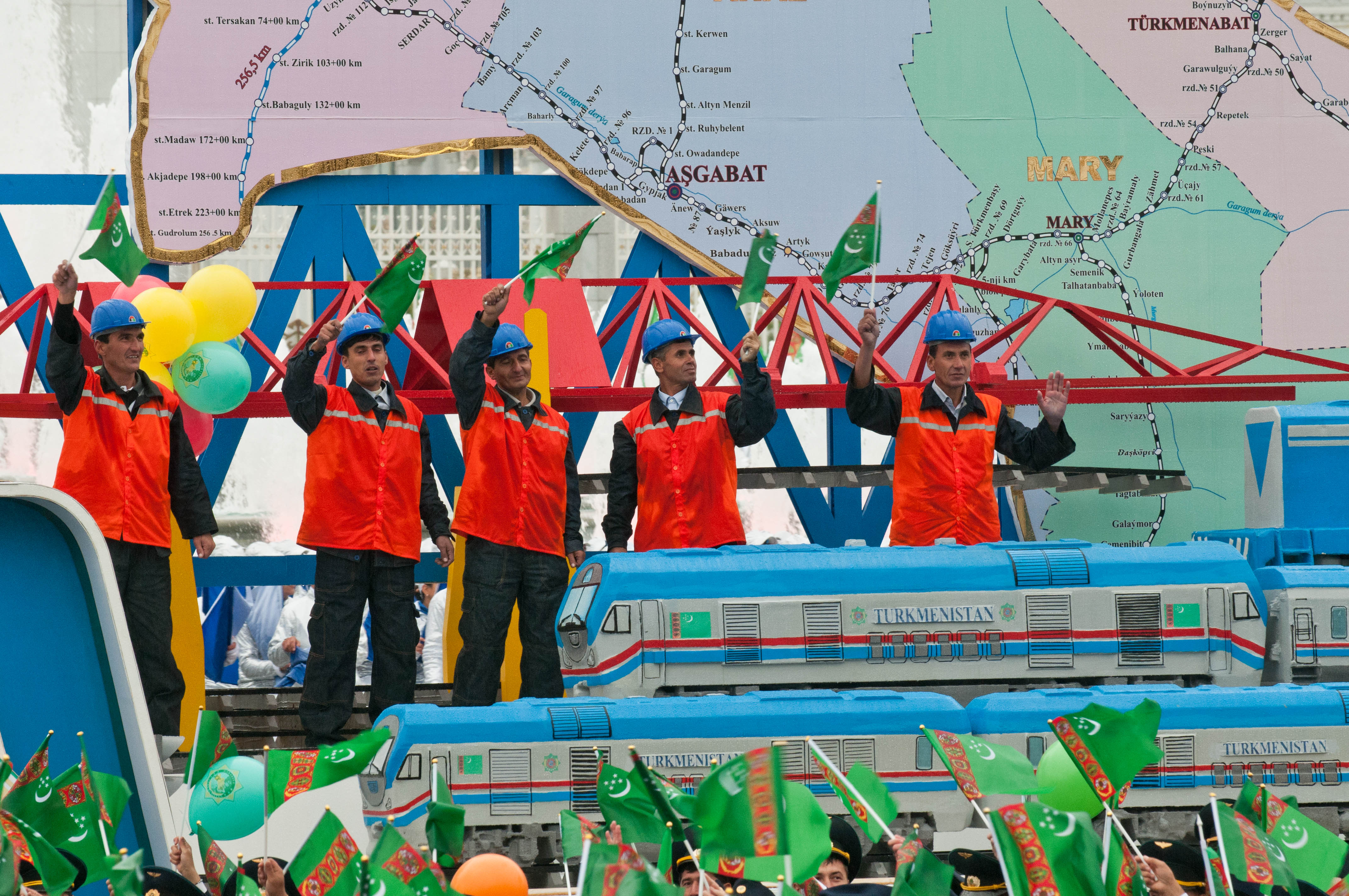
トルクメニスタンの鉄道労働者

カスピ海横断鉄道の建設は、ロシア帝国の戦略的重要性を持っていた。同時に、ロシアの民間資本の浸透を促進し、トルキスタンおよび中央アジアの経済発展の重要な役割を果たしてきた 。
1880年9月、最初の区間としてカスピ海東海岸からモーラ-カラ村まで建設された。
1881年10月には、鉄道は、セルダルまで建設された。
1885 - 1886年には、第二区間として、大規模な入植地へ建設が進み、アムダリヤ川まで建設された。
1887年の終わりには、第三区間として、アムダリア川に長さ2キロメートルの木造の橋を架けたが、1901年に洪水のため落橋した。すぐ、石の橋脚の金属製の橋が建設された。
1888年、サマルカンドまで延長され、その翌年1898年、タシケントまで到達した。
1894年 - 1895年には、クラスノボツクまで到達した。
1922年、レーニンの指示により、中央アジアの乾燥地域で運用される機関車の製造に着手した。1931年には、クラスノボツク - チャルジョウ間は、ディーゼル牽引に移行した。1955年には、トルクメン内のすべての鉄道輸送は、ディーゼル牽引に完全に移行した。
第二次世界大戦では、鉄道輸送が重要な役割を果たした。スターリングラード（現ボルゴグラード）とコーカサスでの戦いにおいては、クラスノボツク港とアシガバート駅は、バクー、南コーカサス、黒海とソ連各地を結ぶ唯一の輸送の動脈であった。それらは、北カフカース戦線およびザカフカース戦線への軍隊の移送、軍事物資の大量輸送を役割を果たした。
戦後、トルクメニスタンは、鉄道網の設備を改善し続けた。ほとんどすべての駅舎は、快適な旅客ビル、プラットフォームやひさしを備えている。
2013年5月12日、カザフスタンからトルクメニスタンへの鉄道が開通した。カザフスタンとトルクメニスタンと間で国際輸送が行われている。
2013年6月には、トルクメニスタン - アフガニスタン - タジキスタンを経由する鉄道のトルクメンの部分の建設が始まった。
2013年10月、アシガバートにトルクメニスタン鉄道運輸省の新庁舎が落成した。
2014年12月3日、イラン、カザフスタン、トルクメニスタンを結ぶ鉄道の開通式が行われた。

## 事業者
- トルクメニスタン鉄道（英語版）

## 路線

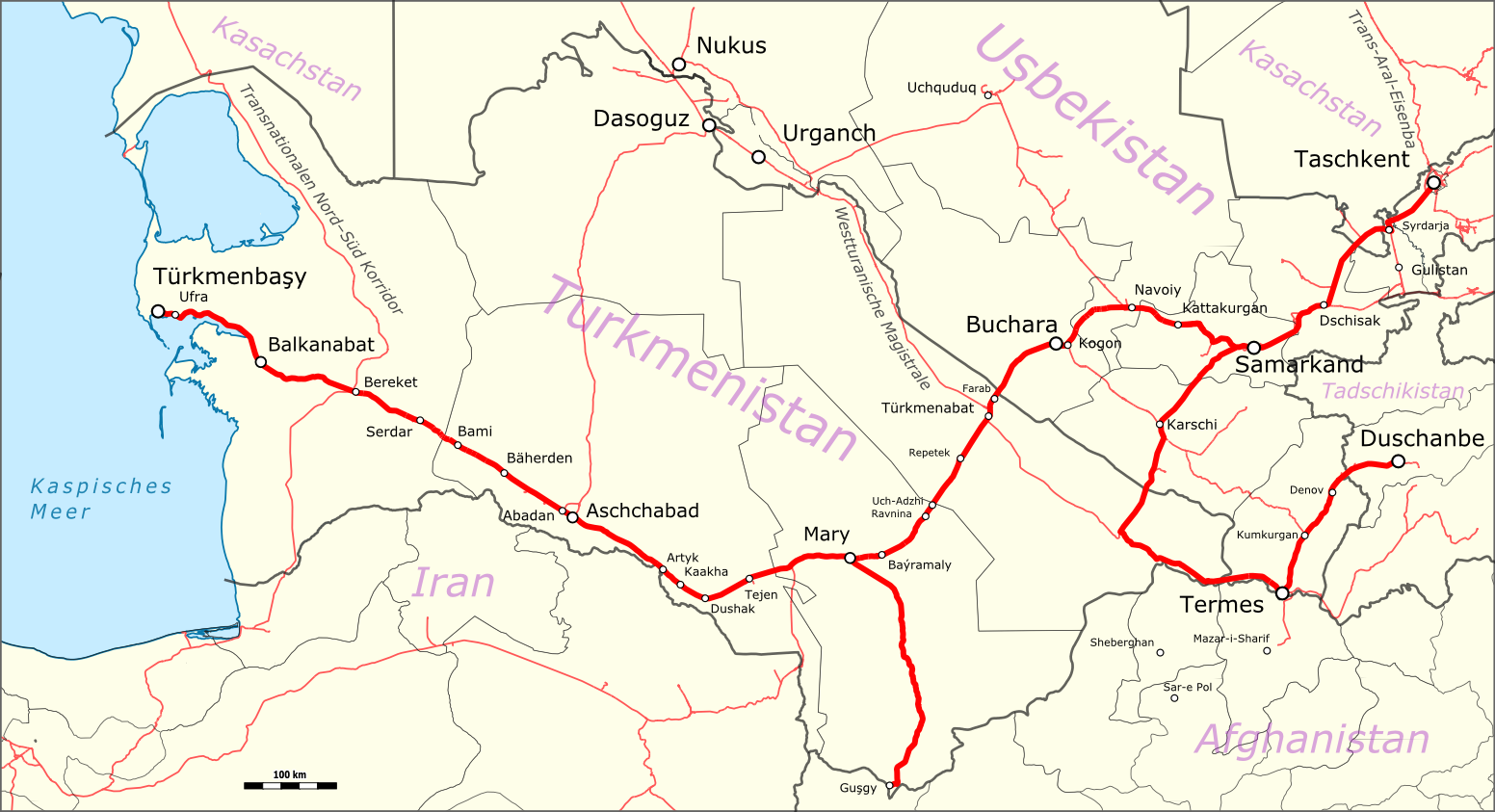
カスピ海横断鉄道

10路線があり、うち5路線は急行列車である。列車は毎日出発している。

### 旅客列車
- 602 / 601 アシガバート - セルヘタバット  - アシガバート
- 605 / 606 アシガバート - トルクメンバシ  - アシガバート
- 607 / 608 ベレケト - グズレトレク（英語版） - ベレケト
- 610 / 609 テュルクメナバート - ギャゾジャック （英語版） - テュルクメナバート
- 612 / 611 アシガバート - テュルクメナバート  - アシガバート

### 急行列車
- 3/4 アシガバート - テュルクメナバート - アシガバート
- 11/12 アシガバート - アムダリア（英語版）（Amyderýa） - アシガバート
- 89 / 90 アシガバート - トルクメンバシ - アシガバート
- 93/94 アシガバート - ダショグズ（Daşoguz）  - アシガバート
- 96 / 95 アシガバート - アムダリア  - アシガバート

## 隣接国との鉄道接続状況
- カザフスタン - 接続あり
- ウズベキスタン - 接続あり
- アフガニスタン - 接続あり
- イラン - 接続あり
- アゼルバイジャン：両国間の国境を直接越える鉄道は存在しないが、新バクー港からトルクメンバシ駅を結ぶ鉄道連絡船がある。

## 関連項目

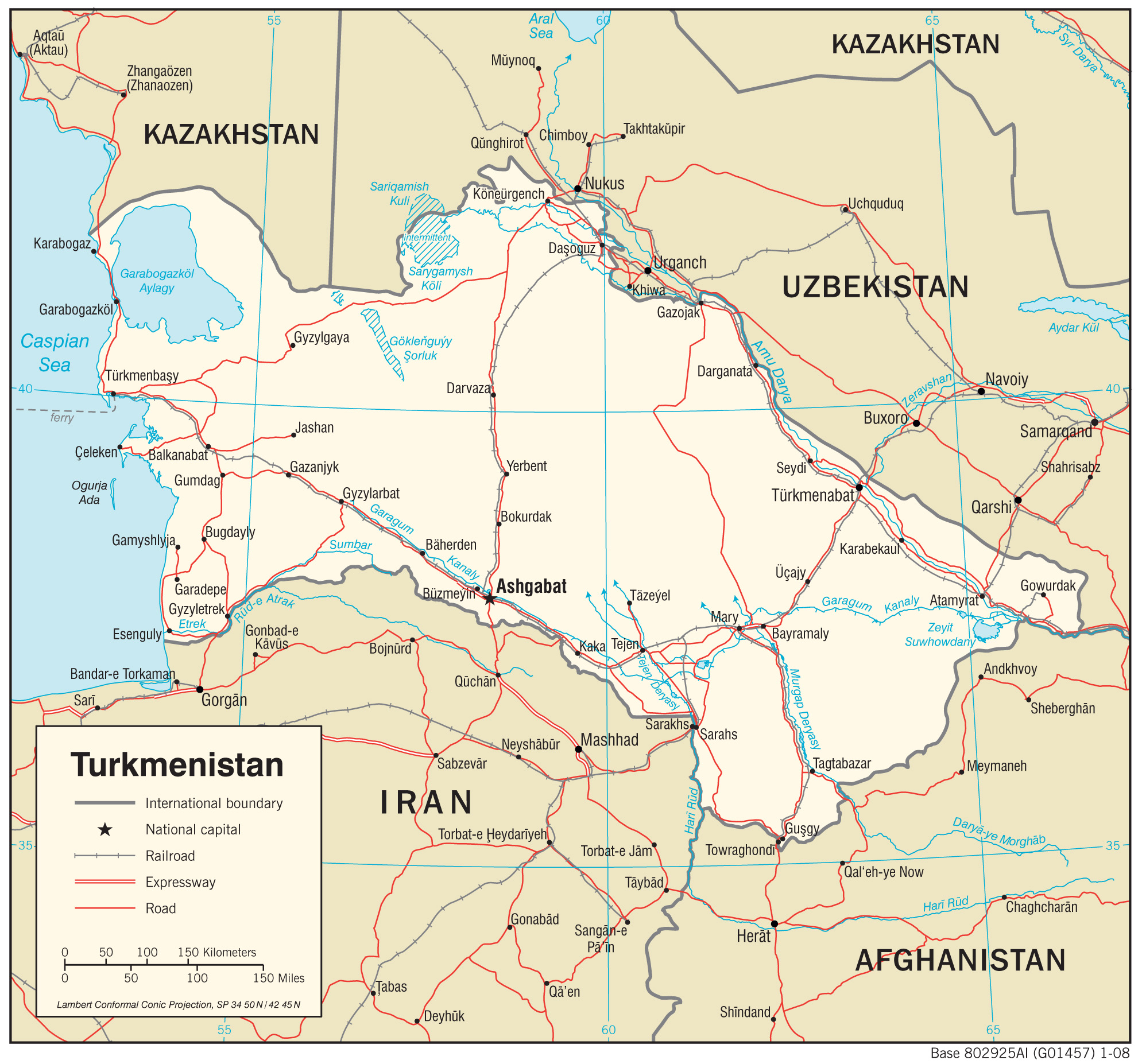
トルクメニスタンの交通網